# Bardello
Bardello is een plaats en voormalige gemeente in de Italiaanse provincie Varese (regio Lombardije) en telt 1559 inwoners (31-12-2010). De oppervlakte bedraagt 2,3 km², de bevolkingsdichtheid is 678 inwoners per km².

## Demografie
Bardello telt ongeveer 515 huishoudens. Het aantal inwoners daalde in de periode 1991-2001 met 4,8% volgens cijfers uit de tienjaarlijkse volkstellingen van ISTAT.
| Jaar | Inwoneraantal |
| ---- | ------------- |
| 1991 | 1280          |
| 2001 | 1218          |
| 2004 | 1388          |
| 2010 | 1559          |

## Geografie
Bardello grenst aan de volgende gemeenten: Besozzo, Biandronno, Bregano, Gavirate, Malgesso.